# Hmar
Pour les articles homonymes, voir hmr.
Le hmar est une langue tibéto-birmane parlée dans la région Nord-Est de l'Inde, principalement dans l'état du Mizoram, mais également dans les états voisins de l'Assam du Tripura et du Manipur, par environ 50 000 Hmars.

## Classification interne
À l'intérieur des langues tibéto-birmanes, le hmar fait partie du sous-groupe central des langues kuki chin.
Les principaux dialectes sont le thíek, le hráŋkhól, le bìté, le fáihríem, le sakachep. Parmi ceux-ci, le khɔ́sak sert de norme littéraire.

## Phonologie
Les tableaux montrent l'inventaire des phonèmes consonantiques et vocaliques du dialecte khɔ́sak du hmar.

### Voyelles
|         | Antérieure    | Centrale      | Postérieure   |
| ------- | ------------- | ------------- | ------------- |
| Fermée  | i [i] iː [iː] |               | u [u] uː [uː] |
| Moyenne | e [e] eː [eː] |               | o [o]         |
| Ouverte |               | a [a] aː [aː] | ɔ [ɔ] ɔː [ɔː] |

### Consonnes
|            |            | Labiales | Alvéolaires | Alvéolaires | Alvéolaires | Rétrofl. | Vélaires | Glottales |
| ---------- | ---------- | -------- | ----------- | ----------- | ----------- | -------- | -------- | --------- |
| Centrales  | Latérales  | Labiales | Palatales   |             |             | Rétrofl. | Vélaires | Glottales |
| Occlusives | Sourdes    | p [p]    | t [t]       |             |             | ṭ [ʈ]    | k [k]    |           |
| Occlusives | aspirées   | ph [pʰ]  | th [tʰ]     |             |             | ṭh [ʈʰ]  | kh [kʰ]  |           |
| Occlusives | Sonores    | b [b]    | d [d]       |             |             |          |          |           |
| Affriquées | Affriquées |          |             |             | c [t͡ʃ]      |          |          |           |
| Fricatives | sourdes    | f [f]    | s [s]       |             |             |          |          | h [h]     |
| Fricatives | sonores    | v [v]    | z [z]       |             |             |          |          |           |
| Nasales    | Nasales    | m [m]    | n [n]       |             |             |          | ŋ [ŋ]    |           |
| liquide    | liquide    |          | r [r]       | l [l]       |             |          |          |           |

### Une langue tonale
Le hmar est une langue tonale qui possède trois tons : descendant et montant et égal.

## Sources
- (en) Dutta Baruah, P.N. et V.L.T. Bapui, Hmar Grammar, Mysore, Central Institute of Indian Languages, 1996.